# Rhizomnium
Rhizomnium er en slægt af mosser med 13 arter, hvoraf to findes i Danmark. Rhizomnium betyder 'Mnium med rhizoider'.
| Danske arter |

- Kærbredblad Rhizomnium pseudopunctatum
- Alm. bredblad Rhizomnium punctatum